# Brewster Kahle
Brewster Kahle est un informaticien et homme d'affaires américain né le 22 octobre 1960 à New York. Diplômé du MIT en 1982, il est principalement connu pour son travail autour de la bibliothèque numérique et pour être un défenseur de l'accès universel à la connaissance. Il cofonde Internet Archive en 1996 et Alexa Internet la même année, qu'il revend à Amazon en 1999. En 2012, il est introduit au Temple de la renommée d'Internet.

## Biographie

### Jeunesse et éducation
Brewster Kahle naît à New York et grandit à Scarsdale, dans l'État de New York. Il est le fils de Margaret Mary Lurton et de Robert Vinton Kahle, un ingénieur mécanique. Il commence ses études secondaires à la Scarsdale High School. Il sort diplômé du Massachusetts Institute of Technology (MIT) en 1982, avec un Bachelor of Science en informatique et en ingénierie informatique, où il est membre de la fraternité Chi Phi (en). Ses études sont orientées vers l'intelligence artificielle, qu'il étudie grâce à Marvin Minsky et Danny Hillis.

### Carrière
Après avoir obtenu son diplôme, il rejoint l'équipe de Thinking Machines, où il est chef du développement du principal produit de l'entreprise, la Connection Machine (en), pendant six ans (de 1983 à 1989). C'est à cette occasion que Kahle et ses collègues développent le système WAIS, qui est le premier système de recherche et de récupération de documents sur Internet, un précurseur du World Wide Web. En 1992, il cofonde WAIS Incorporated avec Bruce Gilliat (en) (vendu à AOL en 1995 pour 15 millions de dollars), et Alexa Internet en 1996 (vendu à Amazon en 1999 pour 250 millions de dollars en actions,). La même année, il fonde Internet Archive, dont il demeure le dirigeant. En 2001, il met en place la Wayback Machine, qui permet au public d'avoir accès aux pages web archivées depuis la création de l'entreprise en 1996. Kahle souhaitait créer la Wayback Machine après avoir visité les bureaux d'AltaVista, où il a été surpris par l'immensité de la tâche en cours d'accomplissement : ranger et répertorier tout ce qui était sur le web. Il déclare à ce sujet : « Je me tenais là, regardant cette machine qui faisait la taille de cinq ou six machines à Coca-Cola, et puis j'ai eu une voix intérieure qui m'a dit "Tout est faisable" ».
Brewster Kahle est élu membre de l'Académie nationale d'ingénierie des États-Unis en 2010 pour avoir archivé sous toutes ses formes et rendu disponible l'information digitale. En 2012, il entre au temple de la renommée d'Internet, dans la catégorie de « connecteurs globaux ». Il est également membre de l'Académie américaine des arts et des sciences, des conseils de l'Electronic Frontier Foundation, de Public Knowledge, d'European Archive (Internet Memory) et de Television Archive. Il fait également partie du conseil consultatif du National Digital Information Infrastructure and Preservation Program de la Bibliothèque du Congrès et du comité consultatif en cyberinfrastructure de la Fondation nationale pour la science. En 2010, il obtient un doctorat honorifique en informatique de la part du Simmons College (en), où il avait étudié la bibliothéconomie dans les années 1980.
En 2012, Brewster Kahle et l'ancien banquier Jordan Modell ont fondé l'Internet Archive Federal Credit Union afin d'aider les habitants de New Brunswick et de Highland Park dans le New Jersey à lutter contre la pauvreté. L'organisme est dissous en 2015.
En 2015, au Chaos Communication Camp, il lance un appel pour « mettre quelque chose par-dessus le web pour le rendre fiable, respectueux de la vie privée, tout en restant drôle ».

### Défense de la numérisation
Brewster Kahle a largement critiqué le programme de numérisation d'ouvrages par Google, et plus spécifiquement le fait que Google ait développé une forme d'exclusivité de l'accès numérique à ces documents par rapport aux autres moteurs de recherche. Dans une conférence de 2011, Kahle décrit la fonction « snippet » de Google comme un moyen de contourner la problématique des droits d'auteur et exprime sa frustration face à l'absence d'un système plus libre de location des documents numériques. Il déclare également que la transition numérique est passée de l'échelle locale à un contrôle centralisé, d'un non-profit à un profit, d'une diversité à un ensemble homogène et d'un « gouvernement par la loi » à un « gouvernement par le contrat ». Pour lui, même les documents tombés dans le domaine public (publiés avant 1923 et non soumis à la législation sur les droits d'auteur) sont accaparés par Google grâce à des contrats, ce qui implique qu'ils nécessitent une autorisation pour être réutilisés ou copiés. Brewster Kahle estime que cette tendance est apparue pour un certain nombre de raisons : le partage de l'information est plus facile si elle est centralisée, la numérisation des livres est chère, le personnel bibliothécaire n'a pas les connaissances techniques suffisantes pour créer ce genre de service et les administrateurs ont externalisé les services d'information.
Il déclarait en 2009 à ce sujet :
Brewster Kahle au sujet des opérations d'archivage en 2013.
« Ce n'est pas si cher que ça. Pour le coût de la construction d'une autoroute de 60 miles, on peut avoir une bibliothèque numérique de 10 millions de livres à disposition d'une nouvelle génération qui grandit en lisant des livres sur le web. Notre boulot c'est de rendre accessible les meilleurs ouvrages de l'humanité à cette génération. Grâce à une simple recherche sur le web, un étudient qui cherche à étudier la vie de John F. Kennedy devrait pouvoir trouver des ouvrages de plusieurs bibliothèques, de plusieurs éditeurs – et ne pas être contraint à visiter une seule bibliothèque privée dont les livres sont disponibles après location, contrôlés par une entreprise qui peut décider ce qui peut être lu ou non ».
En juin 2018, Brewster Kahle fait partie des signataires d’une lettre ouverte destinée à l’UE portant sur l'article 13 de la nouvelle directive européenne sur le droit d'auteur, considérant que cet article pouvait causer des dommages économiques sur le marché numérique. L’article 13 prévoit que les entreprises doivent incorporer automatiquement la possibilité de rendre certaines œuvres inaccessibles, si les ayants-droit le demandent.

### Autres avantages de la numérisation
En 1997, Brewster Kahle expliquait qu'au-delà de l'intérêt des archives numériques pour les historiens, elles pouvaient également aider à résoudre plusieurs problèmes basiques d'infrastructure numérique, comme la fiabilisation des messages « erreur 404 – Document inexistant », la contextualisation de l'information pour la rendre plus compréhensible et le renfort de la navigation afin de trouver toujours plus de contenus liés. Il explique également l'importance de regrouper le maximum de métadonnées (l'information de l'information) au sein de l'archive, puisque l'on ne sait pas ce que les futurs chercheurs voudront chercher, et qu'il serait peut-être plus problématique de trouver des données plutôt que de les conserver.

### Support physique
« Le savoir vit à travers une multitude de supports différents au fil du temps », déclare Kahle en 2011. « D'abord il était dans la mémoire des individus, puis dans les manuscrits, puis dans des livres imprimés, puis dans la pellicule, les CD-ROM et maintenant sur internet en format digital. Chacune de ces générations est très importante ». Il ne considère pas que la numérisation des livres les ferait disparaître, ou les rendrait obsolètes. Inspiré par la Réserve mondiale de semences du Svalbard, Brewster Kahle souhaiterait regrouper un exemplaire physique de chaque livre publié. « On ne va jamais y arriver, mais c'est notre objectif », dit-il à ce sujet. « Nous voulons voir les livres vivre pour toujours ». Mettant en avant le fait que même les livres numérisés ont une existence physique sur un disque dur quelque part, il estime que conserver des artefacts physiques de ce à quoi ressemblait l'information permet de garder une sécurité face à l'incertitude de l'avenir. Par ailleurs, Kahle prévoit également d'archiver les anciens serveurs d'Internet Archive, qui ont été remplacés en 2010. Il commence son travail d'archivage physique en achetant des conteneurs modifiés pour avoir une température constante. Chaque conteneur peut accueillir environ 40 000 ouvrages, soit autant qu'une bibliothèque moyenne. En 2011, il avait archivé environ 500 000 livres. Il estime que le hangar dans lequel ils sont stockés peut accueillir jusqu'à un million d'ouvrages, chacun identifié par un code-barres qui indique le carton, la palette et le conteneur dans lequel il se trouve.

## Vie privée
Brewster Kahle est marié à Mary Austin, avec qui il a fondé la Kahle/Austin Foundation. Elle apporte notamment un soutien à la Free Software Foundation pour son Projet GNU, avec un fonds d'environ 4,5 millions de dollars en 2011.

## Distinctions et récompenses
- 2004 : Paul Evan Peters Award de la part de la Coalition for Networked Information (en) (CNI)[25] ;
- 2007 : Knowledge Trust Honors Award ;
- 2008 : Robert B. Downs Intellectual Freedom Award de la part de l'université de l'Illinois[26] ;
- 2009 : « 50 Visionnaires Qui Ont Changé Votre Monde », Utne Reader (en) ;
- 2010 : Doctorat honorifique en droit de la part de l'université de l'Alberta[27] ;
- 2010 : Zoia Horn Intellectual Freedom Award[28],[29] ;
- 2012 :  Peter Jackson Award de la Software and Information Industry of America[30] ;
- 2013 : LITA/Library Hi Tech Award for Outstanding Communication in Library and Information Technology[31].